# پرستسو
پرستسو (به ایتالیایی: Presezzo) یک کومونه در ایتالیا است که در استان برگامو واقع شده‌است.

## خصوصیات
پرستسو ۲٫۱۳ کیلومترمربع مساحت و ۴٬۶۵۷ نفر جمعیت دارد و ۲۳۶ متر بالاتر از سطح دریا واقع شده‌است.